# Focke-Wulf Fw 56
Die Focke-Wulf Fw 56 Stößer ist ein einmotoriges Propellerflugzeug, das bei Focke-Wulf in Bremen entwickelt wurde. Der Hochdecker wurde größtenteils als Schulflugzeug bei der Luftwaffe verwendet. In den 1930er Jahren sind wahrscheinlich insgesamt 514 Fw 56 gebaut worden.

## Geschichte
Gemäß einer Forderung des Reichsluftfahrtministeriums nach einem Trainingsflugzeug für Fortgeschrittene wurde die Maschine von Rudolf Blaser unter der Leitung von Kurt Tank als Konkurrenzmuster zur Arado Ar 76 und der Heinkel He 74 entworfen und von Ludwig Mittelhuber praktisch umgesetzt. Bei der Konstruktion wurde eine eventuelle Verwendbarkeit als „Heimatverteidigungsjäger“ berücksichtigt. Im November 1933 flog die Fw 56a (V1, D-ISOT) erstmals, die zweite Maschine Fw 56a (V2, D-IIKA) ging nach einigen Veränderungen am Fahrwerk und dem Austausch der Holzbauweise-Tragfläche gegen eine in Metallbauweise Ende des Jahres in die Flugerprobung. Der dritte Prototyp flog im Februar 1934 wieder mit einer hölzernen Tragfläche und stellte die Konstrukteure endlich zufrieden. Beim Vergleichsfliegen, das 1935 stattfand, konnte sich die Fw 56 gegen ihre beiden Mitbewerber durchsetzen, woraufhin die Luftwaffe die Serienfertigung anordnete.
Von Mai 1935 bis Dezember 1936 wurden für die Luftwaffe 445 Flugzeuge hergestellt. Insgesamt 45 Maschinen gingen in den Export (6 an Bulgarien, 9 an Österreich, 28 an Ungarn und 2 an Bolivien). Die Fw 56 wurde auch von Privatpersonen gekauft, so etwa von Gerd Achgelis, der später mit Henrich Focke den Tragschrauber Fw 61 schuf.
Ernst Udet, der ein Anhänger des Einsatzes von Sturzkampfbombern war, erprobte höchstpersönlich mit dem zweiten Prototyp Fw 56 V2 den Abwurf von Rauchbomben und auf seine Empfehlung hin wurde der Entwicklung von Stukas höhere Aufmerksamkeit gewidmet.

## Technische Beschreibung
Bei der Fw 56 handelt es sich um einen Hochdecker in Stahlrohr-Rumpfbauweise, der am Vorderrumpf mit Metall verkleidet und hinten mit Stoff bespannt war. Die Tragfläche war aus Holz gefertigt und bis zum hinteren Holm mit Sperrholz beplankt, die Hinterkante war mit Stoff bespannt. Das Dreipunkt-Heckfahrwerk war starr und unverkleidet und besaß einen Hecksporn.

## Technische Daten

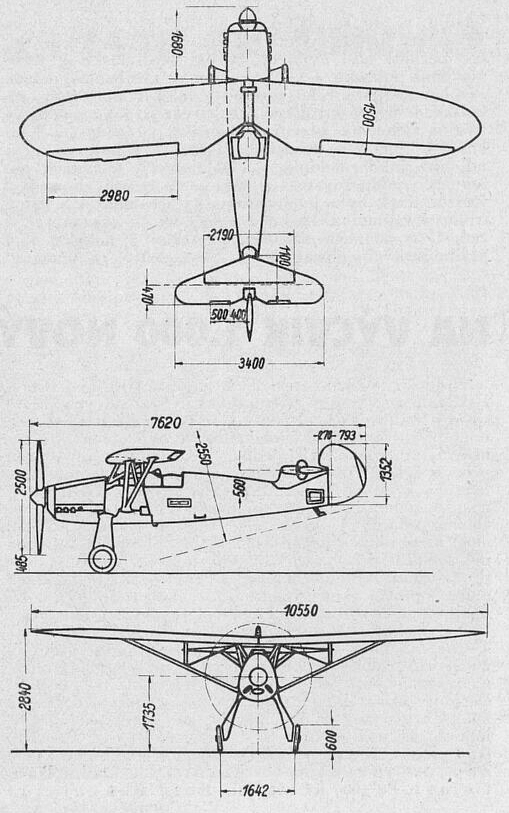
Dreiseitenriss Fw 56

| Kenngröße                   | Daten (Fw 56A-1)                                                                                 |
| --------------------------- | ------------------------------------------------------------------------------------------------ |
| Spannweite                  | 10,50 m                                                                                          |
| Länge                       | 7,60 m                                                                                           |
| Höhe                        | 2,60 m                                                                                           |
| Flügelfläche                | 14,00 m²                                                                                         |
| Flügelstreckung             | 7,9                                                                                              |
| V-Form                      | 7°                                                                                               |
| Pfeilung                    | 3°                                                                                               |
| Leermasse                   | 695 kg                                                                                           |
| Rüstmasse                   | 755 kg                                                                                           |
| Zuladung                    | 230 kg                                                                                           |
| max. Startmasse             | 985 kg                                                                                           |
| Triebwerk                   | ein Achtzylinder-V-Motor Argus As 10 C mit starrer Zweiblatt-Holzluftschraube (⌀ 2,50 m)         |
| Startleistung Dauerleistung | 240 PS (177 kW) bei 2000/min 200 PS (147 kW) bei 1880/min in Bodennähe                           |
| Kraftstoffvorrat            | 100 l + 75 l                                                                                     |
| Höchstgeschwindigkeit       | 278 km/h in Bodennähe mit Radverkleidungen                                                       |
| Marschgeschwindigkeit       | 255 km/h mit Radverkleidungen                                                                    |
| Landegeschwindigkeit        | 90 km/h                                                                                          |
| Steiggeschwindigkeit        | 8,4 m/s in Bodennähe                                                                             |
| Steigzeit                   | 2,2 min auf 1000 m Höhe 4,7 min auf 2000 m Höhe 7,8 min auf 3000 m Höhe 17,9 min auf 5000 m Höhe |
| Dienstgipfelhöhe            | 6200 m                                                                                           |
| Reichweite                  | 385 km 665 km mit 75-l-Zusatztank im Rumpf                                                       |
| Flugdauer                   | ca. 1,5 h (2,6 h mit Zusatztank)                                                                 |
| Startstrecke                | ca. 170 m                                                                                        |
| Landestrecke                | 235 mit (abgebremst)                                                                             |
| Bewaffnung                  | ein bis zwei 7,92-mm-Maschinengewehre MG 17 mit je 250 Schuss                                    |

## Vergleichbare Typen
- Vereinigtes Königreich: Hawker Fury
- Frankreich: Dewoitine D.501, Dewoitine D.510, Loire 46
- Niederlande: Fokker D.XVII
- Polen: PZL P.7, PZL P.11
- Tschechoslowakei: Avia B.534
- Rumänien: IAR-14
- Jugoslawien: Ikarus IK-2
- Vereinigte Staaten: Boeing P-26, Grumman F2F
- Sowjetunion: Polikarpow I-15, Polikarpow I-153, Polikarpow I-16
- Deutsches Reich: Arado Ar 76, Heinkel He 51
- Italien: Fiat CR.32
- Japan: Kawasaki Ki-10